# Philipp Franz von Siebold
Philipp Franz von Siebold (Würzburg, 17 de febrero de 1796 - Múnich, 18 de octubre de 1866) fue un médico, botánico y viajero alemán. Fue el primer europeo que enseñó medicina occidental en Japón. Adquirió notoriedad por su estudio de la flora y fauna del archipiélago nipón, biotopo único abundante en endemismos.

## Biografía
Nacido en Würzburg, Baviera en el seno de una familia de médicos y profesores de medicina, inicialmente estudió medicina en la Universidad de Würzburg desde noviembre de 1815. Uno de sus profesores fue Franz Xaver Heller, autor de Flora Wirceburgensis (flora del Gran Ducado de Würzburg, 1810-1811). Ignaz Döllinger, su profesor de Anatomía y Fisiología, sin embargo, fue el que más le influenció. Döllinger fue uno de los primeros profesores en comprender y tratar la medicina como una Ciencia de la Naturaleza. Von Siebold permaneció en contacto con Dollinger, el cual a su vez, entraba en contacto regularmente con otros científicos punteros de su tiempo. Leyó los libros de Alexander von Humboldt, un famoso naturalista y explorador, que probablemente incrementó sus deseos de viajar a lugares lejanos. Von Siebold alcanzó su graduación en medicina en 1820. Ejerció la medicina durante un tiempo en Heidingsfeld, Alemania.
Invitado a Holanda por un allegado a su familia, solicitó un puesto de médico militar. Este puesto le permitió viajar a las colonias neerlandesas. Entró en el servicio militar neerlandés el 19 de junio de 1822. Se le designó como médico en la fragata Adriana en el viaje que partiendo de Róterdam debía de arribar a Batavia (actualmente Yakarta) en las Indias Orientales Neerlandesas (actualmente Indonesia), en su viaje a Batavia en la fragata Adriana, practicó sus conocimientos de la lengua holandesa y rápidamente aprendió Malayo. Durante su largo viaje,  empezó una colección de fauna marina. Llegó a Batavia el 18 de febrero de 1823.
Como oficial médico,  fue asignado a una unidad de artillería. Sin embargo, permaneció unas semanas en la residencia del gobernador general para recobrarse de una enfermedad. Con sus conocimientos de erudito, impresionó al gobernador General barón Van der Capellen y al encargado del Jardín Botánico de Buitenzorg, Caspar Georg Karl Reinwardt. Estos se lo presentaron a unos terceros, Engelbert Kaempfer y Carl Peter Thunberg (autor de la Flora Japonica), ambos antiguos médicos residentes en Deshima. La academia de las Ciencias y las Artes de Batavia le hizo uno de sus miembros.
Enviado a Dejima Isla de Nagasaki el 28 de junio de 1823, llegó a la isla el 11 de agosto de 1823 como el nuevo residente médico y científico. Durante su accidentado viaje escapó por poco de ahogarse a causa de un tifón en el Mar oriental de China. Debido a que solamente se permitía permanecer en esta isla a un pequeño número de ciudadanos holandeses, el puesto de científico y médico debían de ser ocupados por la misma persona. En esos momentos, Dejima era el único lugar de Japón donde podía acceder la  Compañía Holandesa de las Indias Orientales con fines comerciales.
Von Siebold invitaba continuamente a los científicos japoneses, para mostrarles las maravillas de la ciencia occidental, aprendiendo por contrapartida de los japoneses y de sus costumbres. Después de curar a un influyente oficial local, se ganó la singular prerrogativa de poder abandonar el enclave comercial de Dejima y poder desplazarse fuera de él hacia el vecino puerto de Nagasaki. Aprovechó la oportunidad que se le daba para tratar a sus pacientes japoneses que se encontraban en el gran área alrededor del puerto.
Debido a que los matrimonios mixtos entre japoneses y occidentales estaban prohibidos, vivió amancebado con su pareja japonesa Kusomoto Sonogi. En 1827 Kusomoto Sonogi dio a luz a su hija, Oine. Más tarde, Oine fue la primera mujer "doctor" y partera (hebamme) del Japón y murió en 1903. Von Siebold acostumbraba a llamarla "Otakusa" y nombró una Hydrangea en su honor.
Von Siebold promovió activamente el Rangaku -la transmisión de conocimientos científicos europeos- con la ayuda de 50 intérpretes (designados por el shōgun) y estudiantes japoneses. Su casa, la escuela Narutaki, se convirtió en el lugar de encuentro de unos cincuenta rangakusha. Se reconoce por los japoneses a von Siebold el mérito de haber sido el experto que transmitió la ciencia europea en Japón de manera masiva, aprovechando que el neerlandés se había convertido en la lengua franca por estos contactos académicos.
Sus pacientes japoneses, en el ejercicio como médico, le pagaban con toda clase de objetos y artefactos que más tarde podrían tener importancia. Estos objetos de uso cotidiano, más tarde serían la base de una enorme colección etnográfica de Von Siebold, la cual consta de objetos de uso diario en el hogar, trabajos en madera, herramientas y objetos artesanales utilizados por las gentes del Japón.
Sin embargo su máximo interés, estaba enfocado en el estudio de la fauna y flora japonesa, y recolectó tanto material como pudo. Comenzando a plantar un pequeño Jardín botánico detrás de su casa, (no había mucho espacio en la pequeña isla) reunió más de 1000 plantas nativas. En una casa de cristal especialmente construida, cultivaba las plantas japonesas, para que pudieran soportar el clima neerlandés. Artistas locales japoneses dibujaron imágenes de estas plantas, creando ilustraciones botánicas e imágenes de la vida diaria del Japón, que complementaban su colección etnográfica. Contrató cazadores japoneses para conseguir animales raros y recolectar especímenes. Muchos especímenes fueron recolectados con la ayuda de colaboradores japoneses, Ito Keiske, Mizutani Sugerok, Ohkochi Zonshin y Katsuragawa Hoken, un médico del shōgun. Además, el asistente de von Siebold y su sucesor, Heinrich Bürger, probó ser un elemento indispensable para el buen desenvolvimiento del trabajo de von Siebold en Japón.
Fue el primer introductor en Europa de plantas de jardín que actualmente resultan muy familiares, como Hosta e Hydrangea otaksa. Sin que lo supieran los japoneses, Von Siebold también sacó de contrabando fuera del país semillas germinables de la planta del té, para el jardín botánico Buitenzorg en Batavia. Con este acto tan simple, comenzó el cultivo del té en la isla de Java, entonces una colonia holandesa. Hasta entonces Japón había reservado estrictamente el comercio en plantas de té; es de mencionar, que en 1833, Java albergaba ya más de medio millón de plantas de té.
Durante su permanencia en Deshima, Von Siebold mandó tres navíos con un número desconocido de especímenes de Herbario a Leiden, Gante, Bruselas y Amberes. En el cargo mandado a Leiden iba el primer espécimen de la "salamandra gigante de Japón" (Andrias japonicus) en ser enviado a Europa.
En 1825 la compañía de la Indias Orientales le suministró dos asistentes: el farmacéutico y minerólogo Heinrich Bürger (su último sucesor) y el pintor Carl Hubert de Villeneuve. Cada uno de ellos probaría serle útil en sus esfuerzos investigadores que abarcaban desde la etnografía, la botánica, a la horticultura, en el intento de documentar la exótica experiencia japonesa.
Se sabe que no tenía un carácter fácil de tratar, pues continuamente entraba en conflicto con los oficiales holandeses de rango superior, que le reprochaban su actitud de superioridad en el trato. Este rosario de conflictos resultó en el reclamo por parte de las autoridades coloniales neerlandesas para que volviera a Batavia en julio de 1827. Pero el barco Cornelis Houtman, que fue mandado para conducirlo de vuelta a Batavia, fue arrojado por un tifón, contra la orilla de la bahía de Nagasaki. La misma tormenta dañó gravemente Dejima y destruyó su jardín botánico. Reflotado y reparado el Cornelis Houtman, hizo el viaje de vuelta a Batavia con 89 cajones de lo que se pudo salvar de la colección botánica, sin embargo, Von Siebold permaneció en Dejima.
En 1828 hizo un viaje a la corte de Edo. Durante el largo viaje fue recolectando numerosas plantas y animales. Pero también obtuvo copias de varios mapas de Japón y de Corea, que le suministró el astrónomo de la corte, Takahashi, un acto que estaba estrictamente prohibido por el gobierno japonés. Cuando por casualidad se descubrió que Von Siebold poseía tales artículos, el gobierno del bakufu lo acusó de ser espía de Rusia.
Los japoneses ordenaron su arresto domiciliario y lo expulsaron de Japón el 22 de octubre de 1829 tras casi seis años en Dejima. Satisfecho de que sus colaboradores japoneses pudieran continuar su trabajo, volvió en la fragata Java a su antigua residencia, Batavia, en posesión de su enorme colección de miles de animales y plantas, sus libros y sus mapas. El jardín botánico de Buitenzorg alojaría pronto las plantas supervivientes de la casa, una colección de 2000 plantas vivas. Von Siebold llegó a Holanda el 7 de julio de 1830. Su estancia en Japón y Batavia había durado un periodo de unos ocho años.
Poco después de su llegada a Países Bajos, problemas políticos convulsionaban a Brabante y otras provincias meridionales del reino, los que conducirían a la independencia de Bélgica. Por poco pierde sus colecciones etnográficas de Amberes y sus especímenes de herbario en Bruselas. Desgraciadamente, dejó atrás sus colecciones de plantas vivas que las enviaron a la Universidad de Gante. La consecuente expansión de su colección de plantas raras y exóticas acrecentó la fama de Horticultura de Gante. No obstante, la Universidad de Gante en gratitud, en 1841, le restituyó especímenes de cada una de las plantas de la colección original.
Se estableció en Leiden, llevando consigo la mayor parte de su colección. La "colección von Siebold", contiene numerosos especímenes tipo, es la primera colección botánica del Japón. Todavía actualmente permanece como una muestra admirable de una investigación hecha en profundidad, del trabajo bien hecho. Contiene unos 12 000 especímenes, de los cuales pudo describir solamente alrededor de 2300 especies. La colección en su totalidad fue adquirida por el gobierno neerlandés en una respetable cantidad de dinero. Además, fue gratificado con un generoso subsidio anual por el rey neerlandés Guillermo I. En 1842 el rey elevó su rango equiparándolo al de un terrateniente.

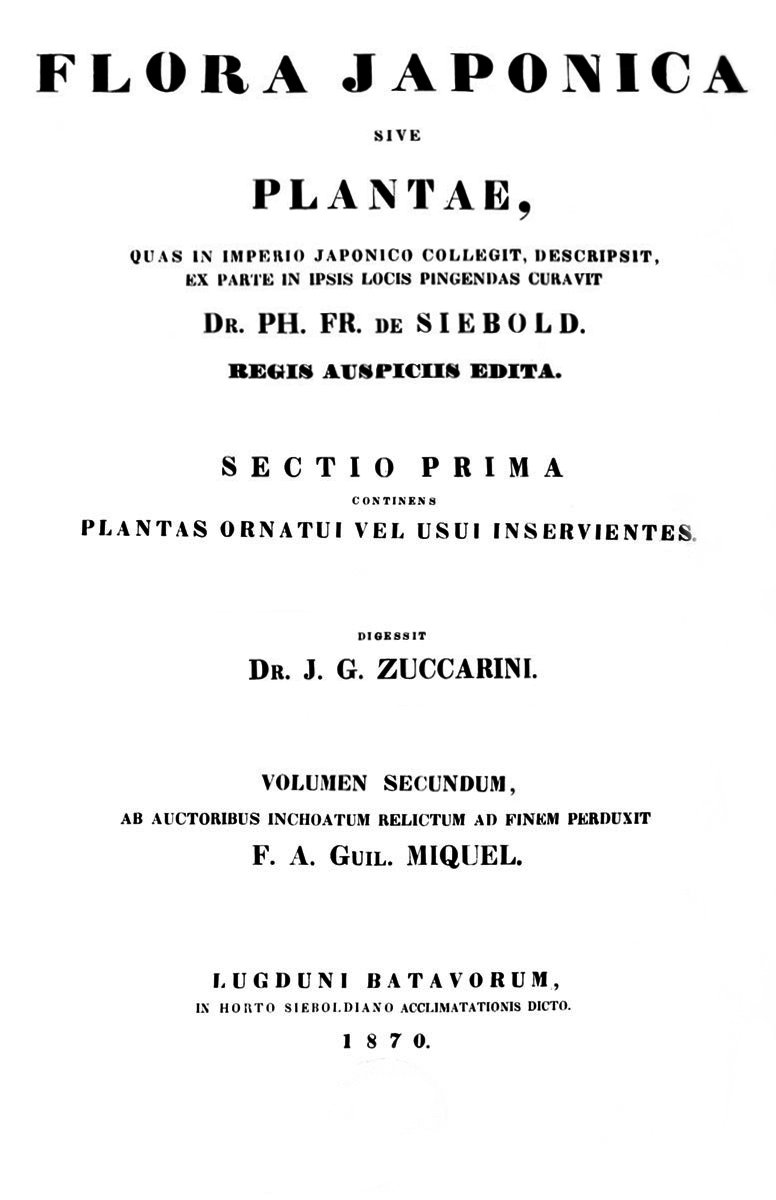
Página inicial de Flora Japonica

La "colección de von Siebold" abrió sus puertas al público en 1831. También fundó un museo en su casa en 1837. Su sucesor en Japón, Heinrich Bürger, le envió tres cargamentos más de especímenes. Esta colección de Flora formó la base de las colecciones japonesas del "National Herbarium" en Leiden y del "Museum Naturalis". Este museo se remozaría al bien conocido y respetado "Museo Nacional de Etnología" en Leiden.
Durante su estancia en Leiden, publicó Nippon en 1832, el primer tomo de un trabajo etnográfico y geográfico sobre el Japón profusamente ilustrado. También contiene el relato de su viaje a la corte del shōgun en Edo. Dando la escala de otras publicaciones, demostró ser prolífico; y seis tomos más aparecieron hasta 1882. Más sobre la Bibliotheca Japonica aparecieron entre 1833 y 1841. Este trabajo lo hizo en colaboración con Joseph Hoffmann y Kuo Cheng-Chang, un javanés de origen chino que viajó con von Siebold desde Batavia. Contiene un trabajo de investigación sobre literatura japonesa, y además un diccionario, chino, japonés y coreano.
Los zoólogos Coenraad Temminck, Hermann Schlegel y Wilhem de Haan describieron y documentaron científicamente las colecciones de animales japoneses de von Siebold. El resultado condujo a Fauna Japonica, una serie de monografías publicadas entre 1833 y 1850, haciendo de la Fauna japonesa la mejor descrita de entre las faunas no europeas.
Además elaboró su Flora Japonica en colaboración con el botánico alemán Joseph Gerhard Zuccarini. La primera edición apareció en 1835. La versión completa, sin embargo, no aparecería hasta después de su muerte, terminada en 1870 por F.A.W. Miquel, director del Rijksherbarium en Leiden. Este trabajo consolidó la fama de von Siebold como científico, no solo en Japón, sino también en Europa.
Desde el Hortus Botanicus Leiden muchas de las plantas de von Siebold comenzaron su difusión por Europa y de aquí a otros países. Hosta e hortensia, Azalea, y la japonesa mantequera y el piedepotro además del alerce japonés después de conquistar los jardines europeos, empezaron a conquistar los jardines de todo el mundo.

## Obra
- (1829) Synopsis Hydrangeae generis specierum Iaponicarum. En: Nova Acta Physico-Medica Academiae Caesareae Leopoldino-Carolina vv. 14, part ii.
- (1835—1870) (con von Zuccarini, J.G.) Flora Japonica. Leiden
- (1843) (con von Zuccarini, J.G.) Plantaram, quas in Japonia collegit Dr. Ph. Fr. De Siebold genera nova, notis characteristicis delineationibusque illustrata proponunt. En: Abhandelungen der mathematisch-physikalischen Classe der Königlich Bayerischen Akademie der Wissenschaften vol. 3, pp. 717-750.
- (1845) (con von Zuccarini, J.G.) Florae Japonicae familae naturales adjectis generum et specierum exemplis selectis. Sectio prima. Plantae Dicotyledoneae polypetalae. En: Abhandelungen der mathematischphysikalischen Classe der Königlich Bayerischen Akademie der Wissenschaften vol. 4 part iii, pp 109-204
- (1846) (con von Zuccarini, J.G.) - Florae Japonicae familae naturales adjectis generum et specierum exemplis selectis. Sectio altera. Plantae dicotyledoneae et monocotyledonae. En: Abhandelungen der mathematischphysikalischen Classe der Königlich Bayerischen Akademie der Wissenschaften vol. 4 part iii, pp Band 4 pp 123-240.

## Eponimia
Géneros
- (Liliaceae) Sieboldia Heynh.[1]
- (Ranunculaceae) Sieboldia Hoffmanns.[2]

Especies (178 + 39 + 8 registros IPNI)
- (Asclepiadaceae) Cynanchum sieboldii (Franch. & Sav.) Ohwi[3]
- (Betulaceae) Duschekia sieboldiana (Matsumura) Holub[4]
- (Eriocaulaceae) Eriocaulon sieboldianum Siebold & Zucc. ex Steud.[5]
- (Euphorbiaceae) Tithymalus sieboldianus (C.Morren & Decne.) H.Hara[6]
- (Rosaceae) Rosa sieboldii Crép. ex Franch. & Sav.[7]